# منطقه بالتیک

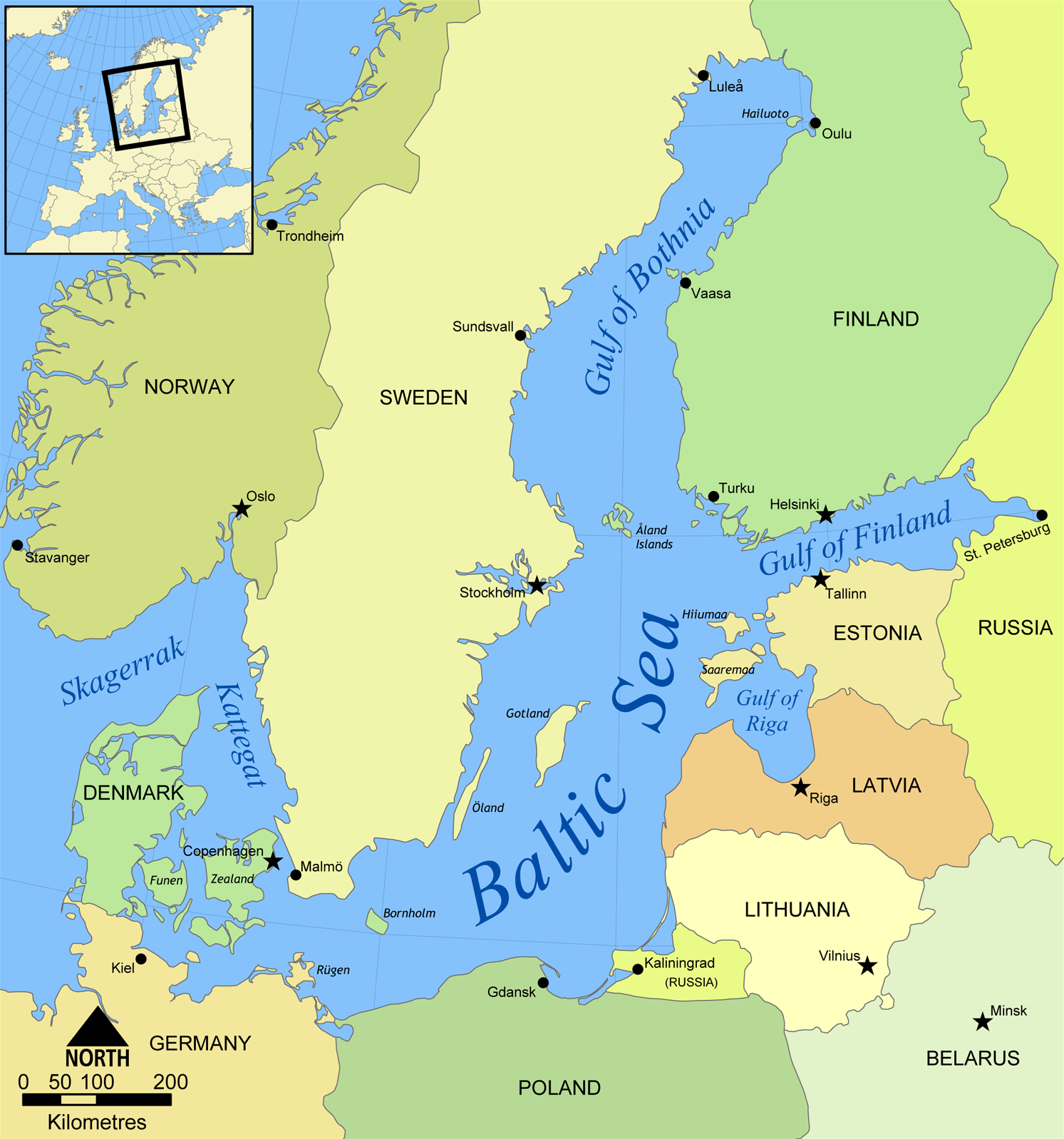
دریای بالتیک و کشورهای اطرافش

منطقه‌ بالتیک (انگلیسی: Baltic region) به ناحیه ‌ی پیرامون دریای بالتیک اشاره دارد .برخلاف کشورهای بالتیک (اصطلاح ژئوپولتیک برای استونی، لیتوانی و لتونی)، همگی‌ی کشورهای هم‌مرز با دریای بالتیک، بخش‌هایی از اروپای شرقی و مرکزی و شمالی به شمولِ کشورهای دانمارک، فنلاند، آلمان، لهستان، روسیه و سوئد را هم شامل می‌شود. 